# Makarska
Makarska (en italien, Macarsca, en allemand, Macharscha) est une ville, au fond de la montagne de Biokovo, et une municipalité située en Dalmatie, dans le comitat de Split-Dalmatie, en Croatie.

## Histoire
Depuis 1815 (Congrès de Vienne) jusqu'en 1918, la ville (au nom bilingue de MAKARSKA - MACARSCA) fait partie de la monarchie autrichienne (empire d'Autriche), puis Autriche-Hongrie (Cisleithanie après le compromis de 1867), chef-lieu du district de même nom, l'un des 13 Bezirkshauptmannschaften en Dalmatie. Le nom italien seul est utilisé avant 1867.

## Localités et démographie
La municipalité de Makarska compte 2 localités : Makarska et Veliko Brdo.
Au recensement de 2001, la municipalité comptait 13 716 habitants, dont 94,83 % de Croates et la ville seule comptait 13 381 habitants.

## Personnalités
- Alen Bokšić footballeur
- Viktor Đerek photographe
- Garry Kasparov joueur d'échecs international

## Jumelages
La ville de Makarska est jumelée avec :
- Đakovo (Croatie)
- Budva (Monténégro)
- Kavadartsi (Macédoine du Nord)
- Stari Grad (Bosnie-Herzégovine)
- Vukovar (Croatie)
- Maribor (Slovénie)
- Travnik (Bosnie-Herzégovine)
- Vinkovci (Croatie)
- Roseto degli Abruzzi (Italie)
- Stein (Allemagne)
- Neumarkt in der Oberpfalz (Allemagne)
- Bugojno (Bosnie-Herzégovine)
- Olomouc (Tchéquie)